# Doll Fahrzeugbau

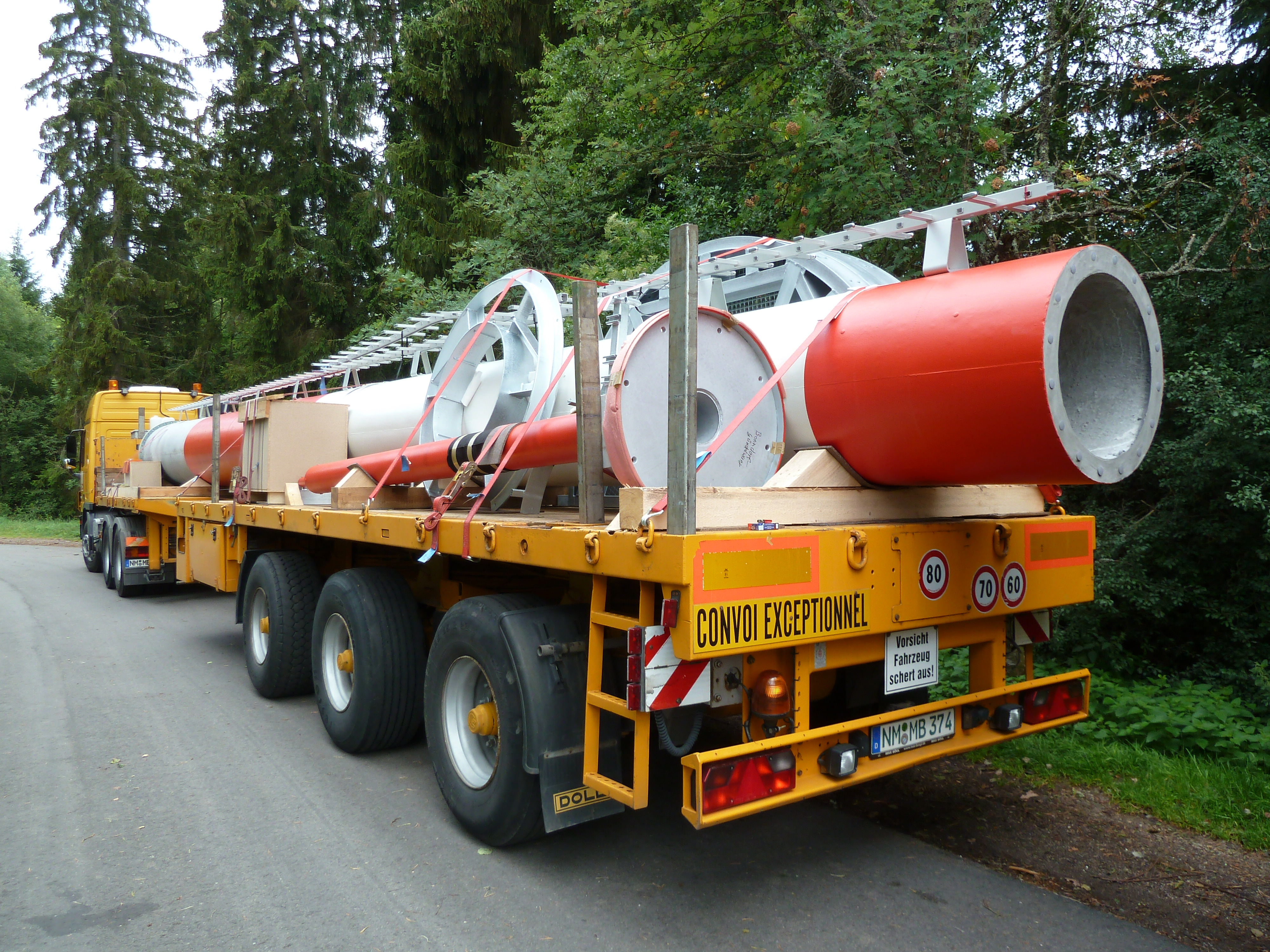
Doll-Auflieger beladen mit Teilen eines Mobilfunkmastes

Die Doll Fahrzeugbau GmbH ist ein Hersteller von Nutzfahrzeug-Aufbauten und Anhängern, der in Oppenau im Schwarzwald sein Produktionswerk betreibt.

## Geschichte
Johann Georg Doll gründete im Jahr 1878 eine Wagenschmiede in Oppenau. In der „Dollenschmiede“ wurden zunächst Kutschen aller Art gebaut. Waldgeschirr wie Äxte und Haumesser gehörten ebenfalls zum Repertoire. Mit Emil Doll übernahm die zweite Generation das Unternehmen. Im Zuge der Motorisierung der 1920er Jahre wurden Aufbauten und Anhänger für die neu entwickelten, motorisierten Nutzfahrzeuge gebaut. 1947 trat mit Emil, Heinrich und Friedrich Doll die dritte Generation in die Unternehmensführung ein. Unter ihrer Leitung begann in den 50er Jahren der Export von Holztransportfahrzeugen nach Afrika. Diese Exportaktivitäten legen den Grundstein für das heutige weltweite Netz von Partnern und Servicewerkstätten. Während der 70er bis 90er Jahre erweiterte das Unternehmen seine Produktpalette für Sonder- und Spezialfahrzeuge. 1985 werde das Unternehmen in die drei Geschäftsbereiche Holztransport, Schwertransport und Mobile Systeme gegliedert und die Tochtergesellschaft Doll Sachsen GmbH (ab 2022: Doll TimTech GmbH) in Mildenau gegründet. 2016 kam die  Tochtergesellschaft Doll America Inc., 2021 gründet Doll die Tochtergesellschaft DOLL France SAS und 2022 die DollAirport Equipment GmbH hinzu.

## Unternehmensnachfolge
Am 17. April 2014 stellte das Unternehmen beim Amtsgericht Offenburg den Antrag auf Einleitung eines Insolvenzverfahrens. Am 2. September desselben Jahres kaufte die Berliner Beteiligungsgesellschaft Capital Management Partners (CMP) die Unternehmensgruppe. Sie steht seit 2018 unter der Leitung von Markus Ehl und Renato Ramella.